# Dariusz Nawrot
Dariusz Andrzej Nawrot (ur. 1962 w Jaworznie) – polski historyk, profesor nauk humanistycznych, doktor habilitowany nauk humanistycznych w zakresie historii, pracownik naukowy Uniwersytetu Śląskiego w Katowicach od 1986 roku. Od 1 października 2009 roku kierownik Zakładu Historii Nowożytnej XIX wieku w Instytucie Historii Wydziału Nauk Społecznych Uniwersytetu Śląskiego, a od 2019 roku lider Zespołu Badawczego. Od 1 października 2013 roku profesor nadzwyczajny Uniwersytetu Śląskiego, a od 2018 roku profesor na Wydziale Humanistycznym Uniwersytetu Śląskiego. 22 stycznia 2018 roku mianowany dyrektorem Instytutu Zagłębia Dąbrowskiego.

## Życiorys
W 1986 roku ukończył studia na Uniwersytecie Śląskim w Katowicach. W 1995 roku obronił doktorat na Uniwersytecie Śląskim w Katowicach.
Od 2017 roku członek Zespołu Historii Wojskowości w Komitecie Nauk Historycznych PAN. Od 2017 roku Przewodniczący Kolegium Naukowego Światowego Stowarzyszenia Lotników Polskich. Od 2022 roku członek Komitetu Ochrony Pamięci Walk i Męczeństwa II kadencji. Członek Polskiego Towarzystwa Historycznego i Światowego Stowarzyszenia Lotników Polskich.
Autor blisko 200 publikacji naukowych dotyczących dziejów ziem polskich u schyłku Rzeczypospolitej i w epoce napoleońskiej oraz historii Zagłębia Dąbrowskiego.

## Książki opublikowane
- Działania dyplomacji polskiej w Wiedniu w dobie Sejmu Czteroletniego Z dziejów stosunków polsko-austriackich w latach 1788-1792. Wydawnictwo Uniwersytetu Śląskiego. Katowice 1999, ss. 200. ISBN 83-226-0916-7
- Litwa i Napoleon w 1812 roku, Wydawnictwo Uniwersytetu Śląskiego. Katowice 2008, s. 792. ISBN 978-83-226-1748-9
- Z dziejów powstania styczniowego w Zagłębiu Dąbrowskim. Bój o Sosnowiec i wyzwolenie trójkąta granicznego. Wydawnictwo Muzeum w Sosnowcu. Sosnowiec 2013. ISBN 978-83-89199-76-8
- Z dziejów czynu legionowego. Zagłębie Dąbrowskie w pierwszym roku wielkiej wojny 1914-1915. Wydawnictwo Muzeum w Sosnowcu. Sosnowiec 2014, s. 148 + il. ISBN 978-83-89199-85-0
- Powstanie na Nowym Śląsku w 1806 in 1807 roku. U źródeł Zagłębia Dąbrowskiego. Wydawnictwo Muzeum „Saturn”. Czeladź 2016, ss. 234. ISBN 978-83-928925-8-8
- Tadeusz Kościuszko. W 100 rocznicę obchodów kościuszkowskich w Czeladzi 1917-2017. Wydawnictwo Muzeum „Saturn” w Czeladzi. Czeladź 2017, ss. 50.  ISBN 978-83-928925-9-5
- Tadeusz Kościuszko. Polski i amerykański bohater / Tadeusz Kościuszko. Polish and American Hero. Wydawnictwo M. Kraków 2017, ss. 320. ISBN 978-83-8043-308-3
- Czeladzkie drogi do Niepodległej Rzeczypospolitej. Wydawnictwo Muzeum „Saturn” w Czeladzi.  Czeladź 2018, ss. 143 - ISBN 978-83-952294-0-4
- Udział mieszkańców Zagłębia Dąbrowskiego w wojnie polsko-bolszewickiej w 1920 roku. Dariusz Nawrot, Paweł Duda, Anna Binek-Zajda. Pałac Schoena Muzeum w Sosnowcu, Sosnowiec 2020, ss. 73 ISBN 978-83-956698-4-2
- Wyprawa Apolinarego Kurowskiego do Zagłębia Dąbrowskiego i wyzwolenie trójkąta granicznego w lutym 1863 roku. Wydawnictwo Polskiego Towarzystwa Historycznego i Pałac Schoena Muzeum w Sosnowcu. Sosnowiec 2023, ss. 142 ISBN 978-83-67609-05-0
- Powstanie styczniowe na ziemi myszkowskiej. Kazimierz Miroszewski, Dariusz Nawrot, Jacek Szpak. Wydawnictwo "Śląsk". Katowice 2023, ss. 90 ISBN 978-83-66055-33-9
- Czyn legionowy w Zagłębiu Dąbrowskim w 1914 roku. Wydawnictwo Cum Laude i Pałac Schoena Muzeum w Sosnowcu. Sosnowiec 2024, ss. 144 ISBN 978-83-63904-94-4
- Śląsk w dobie kampanii napoleońskich. Studia pod redakcją Dariusza Nawrota. "Śląsk" Wydawnictwo Naukowe. Katowice 2014, ss. 190. ISBN 978-83-7164-839-7
- w opracowaniu z A. Nieuważnym: J. Tyszkiewicza „Historia 17. pułku ułanów” na tle wojsk litewskich 1812-1814. „Biblioteka Napoleońska” Wydawnictwo Armagedon. Gdynia 2004, s. 172. ISBN 83-918106-1-5
- pod redakcją z M. Kucharskim: Oświecenie. Schyłek czy kryzys cywilizacji chrześcijańskiej. Wydawnictwo A.M.R. Katowice 1993, s. 76. ISBN 83-901479-0-4
- po redakcją z G. Madejem: Zapomniani książęta Sułkowscy. Współredaktor z G. Madejem. Wydawnictwo Uniwersytetu Śląskiego. Katowice 2016, ss. 205. ISBN 978-83-881054-7-0
- Order Świętego Stanisława. 250 lat historii. Praca zbiorowa pod redakcją Dariusza Nawrota. Wydawnictwo Stowarzyszenie Dam i Kawalerów Orderu Św. Stanisława. Komandoria Zagłębiowska w Będzinie, Instytut Historii Uniwersytetu Śląskiego. Będzin-Katowice 2017, ss. 170. ISBN 978-83-65259-09-7
- Wokół początków powstania kościuszkowskiego i bitwy pod Racławicami. W setną rocznicę Obchodu kościuszkowskiego w Sosnowcu w 2017 roku, pod redakcją D. Nawrot. Wydawnictwo Pałac Schoena Muzeum w Sosnowcu. Sosnowiec 2017, ss. 150.  ISBN 978-83-944689-8-9
- Listopad 1918 roku w Zagłębiu Dąbrowskim,  pod red. Dariusza Nawrota . – Sosnowiec: Instytut Zagłębia Dąbrowskiego, Pałac Schoena Muzeum w Sosnowcu 2019, ss. 187 (208) ISBN 978-83-951009-6-3
- Verus amicus rara avis est : studia poświęcone pamięci Wojciecha Organiściaka. Red. nauk. Adam Lityński, Andrzej Matan, Marian Mikołajczyk, Dariusz Nawrot, Grzegorz Nancka. Wydawnictwo Uniwersytetu Śląskiego, Katowice 2020, ss. 902 (Prace Nukowe Uniwersytetu Śląskiego w Katowicach ; nr 3912). - ISBN 978-83-226-3814-9
- Zagłębie Dąbrowskie wobec powstań śląskich (1919-1921), pod red. Dariusza Nawrota. Polskie Towarzystwo Historyczne. Warszawa 2020, ss. 127  ISBN 978-83-958355-1-3
- Powstania narodowe – czy można było się nie bić? Wydawnictwo Cum Laude i Pałac Schoena Muzeum w Sosnowcu. Bielsko-Biała 2023, ss. 254 ISBN 978-83-63904-62-3